# آشوک آمریتراج
آشوک آمریتراج (انگلیسی: Ashok Amritraj؛ زادهٔ ۲۲ فوریهٔ ۱۹۵۶) یک تهیه‌کننده، و تنیس‌باز اهل ایالات متحده آمریکا است. وی از سال ۱۹۸۴ میلادی تاکنون مشغول فعالیت بوده‌است.